# DONUT
Pour l’article homonyme, voir Donut.

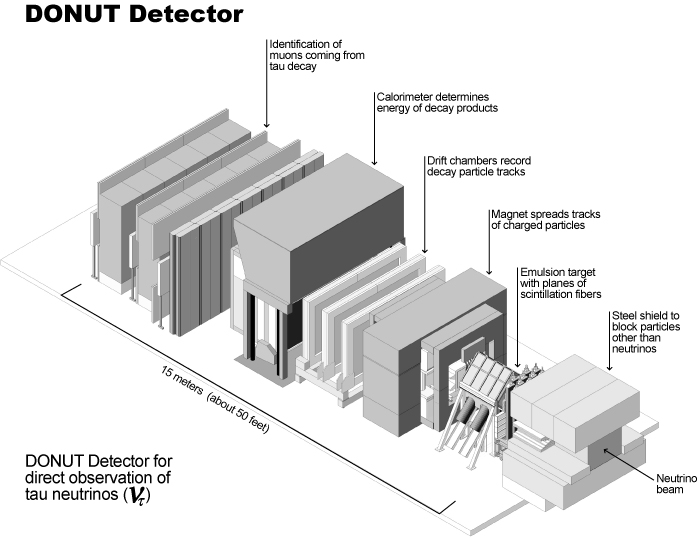
Schéma du détecteur DONUT

DONUT (Direct Observation of the NeUtrino Tau) est une expérience à Fermilab destinée à détecter le neutrino tau.
Le détecteur a fonctionné pendant quelques mois au cours de l'été 1997, et a réussi à détecter le neutrino tau (en). Il a confirmé l'existence du dernier lepton prédit par le modèle standard de la physique des particules. Les données de l'expérience ont également été utilisées pour fixer une limite supérieure au moment magnétique du neutrino tau et mesurer sa section efficace.

## Principe
Dans DONUT, des protons accélérés par le Tevatron ont été utilisés pour produire des neutrinos tau via la désintégration des quarks charmés. Après avoir éliminé autant de particules de fond indésirables que possible par un système d'aimants et de matières en vrac (principalement du fer et du béton), le faisceau passait à travers plusieurs feuilles d'émulsion nucléaire (en). Dans de très rares cas, l'un des neutrinos interagissait dans le détecteur, produisant des particules chargées électriquement qui laissaient des traces visibles dans l'émulsion et pouvaient être enregistrées électroniquement par un système de scintillateurs et de chambres à fils.
Grâce aux informations électroniques, les interactions possibles entre les neutrinos ont été identifiées et sélectionnées pour une analyse plus approfondie. Il s'agissait de développer photographiquement les feuilles d'émulsion de manière que toute trace laissée par les particules qui les traversent se présente sous la forme d'un petit point noir. En reliant ces points aux feuilles suivantes, le chemin suivi par chaque particule a été reconstruit et les interactions probables entre les neutrinos ont été identifiées. Les propriétés caractéristiques des interactions de neutrinos étaient que plusieurs traces apparaissaient soudainement sans qu'aucune ne les précède. Le neutrino tau a été identifié par une de ces traces montrant un « coude » après quelques millimètres, indiquant la désintégration d'un lepton tau.

## Résultats
En juillet 2000, la collaboration DONUT a annoncé la première observation des interactions entre les neutrinos tau. Ce résultat était basé sur quatre événements seulement, mais le signal était bien supérieur au bruit de fond attendu (0,34±0,05 événements), et a une valeur p de 4×10-4, soit environ 3,5 sigma. Ce résultat est inférieur à la norme de preuve normale, mais il a été généralement accepté parce que la particule était censée être présente. Le rapport final de 2008 identifie 9 événements de neutrinos tau sur un échantillon total de 578 événements de neutrinos. Son importance réside dans le fait que le neutrino tau est resté jusqu'à présent la seule particule du modèle standard qui n'a pas été directement observée, à l'exception du boson de Higgs.
Outre le résultat lui-même, DONUT a également permis de valider de nouvelles techniques de détection des neutrinos à haute énergie, notamment la chambre à nuage d'émulsion, dans laquelle des feuilles d'émulsion nucléaire sont intercalées avec des couches de fer, ce qui entraîne une augmentation du nombre d'interactions.